# Johan Baptist Joseph Claessens Moris
Johan Baptist Joseph Claessens Moris (Antwerpen, 3 januari 1767 - Den Haag, 22 november 1829) was een fabrikant uit Antwerpen en regeringsgezind politicus ten tijde van koning Willem I.
Claessens Moris was de zoon van Cornelis Franciscus Claessens en Susanna Maria Barbara Beeckmans, en was eigenaar van een katoendrukkerij te Antwerpen. In 1815 was hij voor het arrondissement Brussel grondwetsnotabele en van 1822 tot 1827 was hij lid van de Provinciale Staten van Zuid-Brabant voor de landelijke stand. In 1827 maakte hij de overstap naar de Tweede Kamer der Staten-Generaal, waar hij een regeringsgezind politicus was voor Zuid-Brabant. Hij was een voorstander van maatregelen om binnenlandse producten te beschermen.
Hij was gehuwd maar kinderloos.